# Geiz ist geil
„Geiz ist geil“ war ein Werbeslogan der Elektronikhandelskette Saturn in Deutschland, Österreich, der Schweiz und anderen europäischen Ländern. Er wurde ab Oktober 2002 in einer länger laufenden Werbekampagne in Printmedien, im Rundfunk und im Fernsehen eingesetzt. Ab Dezember 2011 nutzte Saturn einen anderen Werbeslogan.

Logo mit Slogan

## Kampagne
Kreiert wurde der Slogan durch Constantin Kaloff von der Hamburger Werbeagentur Jung von Matt. Die Melodie des Werbesongs basiert auf dem Nummer-1-Hit „Live Is Life“ von Opus aus dem Jahre 1985. In den Niederlanden wurde der Slogan „gierig maakt gelukkig“ („Geizig macht glücklich“) verwendet; in Belgien „Gierig is plezierig“, in Spanien „La avaricia me vicia“, in Frankreich „Plus radin, plus malin“ (etwa: Je geiziger, desto schlauer).
Im Mai 2007 kündigte Saturn an, die Kampagne bald auslaufen zu lassen. Als Grund dafür nannte man eine Schwerpunktverschiebung beim Verbraucher: Qualität und Service spielten wieder eine größere Rolle. Marketing-Experten hielten diese Aussage für fundiert; das Motto habe sich überlebt. Der ab Oktober 2007 verwendete Slogan lautete „Wir lieben Technik. Wir hassen teuer.“ – nur wenige Wochen später verkürzt zu „Wir hassen teuer.“ In Österreich und in der Schweiz wurde der „Geiz-ist-geil“-Slogan noch länger verwendet.
Anfang 2011, im Jubiläumsjahr zum 50-jährigen Bestehen, wurde der ursprüngliche Slogan von Saturn in der leicht abgeänderten Version „Geil ist geil!“ wieder aufgenommen. Vorgetragen wurde der neue Slogan in der TV- und Radiowerbung vom bekannten US-amerikanischen Box-Ansager Michael Buffer. Die Melodie des Werbespots basierte weiterhin auf dem Titel „Live Is Life“ der Musikgruppe Opus.
Seit Dezember 2011 nutzt Saturn den Werbeslogan „Soo! muss Technik!“.

## Bedeutung
Obwohl der Slogan in Deutschland nicht als ausgesprochen originell oder lustig wahrgenommen wurde, erzielte er 2004 große Aufmerksamkeit, weil er einen Diskurs in vielen deutschen Medien auslöste. Er spiegelte einen Teil des deutschen Zeitgeistes wider und benannte eine Tendenz im deutschen Konsumentenverhalten, in dem vor allem der Kaufpreis einer Ware zählte, während Merkmale wie Qualität, Langlebigkeit, Funktionsumfang, Betriebskosten, Service im Fachhandel oder Produktionsbedingungen in den Herstellungsländern in den Hintergrund traten. Die Tendenz vieler Käufer, ausschließlich auf den Kaufpreis zu achten, führte zu der Bezeichnung „Geiz-ist-geil-Mentalität“.

## Kritik

### Deutschland
Die IHK Nürnberg bemängelte, die durch den Slogan „Geiz ist geil“ skizzierte Mentalität stehe für übertriebene Sparsamkeit deutscher Käufer, insbesondere privater Verbraucher. Diese führe zu einem verstärkten Preiswettbewerb von Herstellern und Händlern, der zu aggressiver Marktpolitik, Dumpingpreisen und ruinösem Wettbewerb führe. Insbesondere kleine und mittelständische Fachhändler und Fachwerkstätten könnten sich gegen den Konkurrenzdruck nicht wehren. Discounter, Großmärkte und branchenfremde Anbieter nutzen ihre Marktmacht gegenüber Herstellern und Großlieferanten, um zu günstigeren Konditionen einzukaufen und diesen Preisvorteil an die Kunden weiterzugeben. Nicht nur im Endkundengeschäft hatte sich die sogenannte „Geiz-ist-geil-Mentalität“ verbreitet. Auch Produzenten und Großhandel sahen sich oftmals einem ruinösen Preiswettbewerb ausgesetzt und schienen darauf keine andere Antwort zu finden als die, ebenfalls mit Preisnachlässen zu versuchen, Kunden zu gewinnen und/oder zu halten. Deutsche und ausländische Lieferanten werden unter Druck gesetzt, damit sie ihre Preise senken. Auch Qualitätsprobleme und die zunehmende Verbreitung von Billigprodukten geringer Qualität wurden mit der „Geiz-ist-geil-Mentalität“ in Deutschland in Zusammenhang gebracht.
Kritiker aus den Religionsgemeinschaften in Deutschland und besonders aus der katholischen Kirche warfen Saturn vor, mit der Werbekampagne Geiz als positiv darzustellen und verwiesen darauf, dass Geiz ein Motiv für Sünden ist. Im katholischen Christentum gilt Geiz als eines der sieben Hauptlaster. Das katholische Hilfswerk Adveniat startete 2004 eine Kampagne „Geiz ist gottlos“.

### Österreich
In Österreich wurde der Leitspruch kurzfristig geändert. Im Werbespot sieht man eine Art Nachstellung der Präsentation des österreichischen Staatsvertrages an die Bevölkerung durch Leopold Figl. Das Saturn-Männchen steht so wie Figl damals auf dem Balkon, hält einen Saturn-Werbeprospekt in den Händen und ruft laut unter dem Beifall der Menschen Österreich ist geil! Aufgrund massiver Beschwerden darüber, dass durch ein deutsches Unternehmen ein maßgebliches Ereignis der österreichischen Geschichte herabgewürdigt werde, wurde wieder der alte Slogan Geiz ist geil! verwendet. Der Slogan wurde in Österreich wiederholt von hohen geistlichen Würdenträgern wie Kardinal Christoph Schönborn oder dem oberösterreichischen Landeshauptmann Josef Pühringer kritisiert, da er nicht mit den Werten der Kirche bzw. der sozialen Marktwirtschaft vereinbar sei.

### Spanien
In Spanien nutzt Saturn eine sinngemäße Übersetzung des Slogans, wobei der Begriff geil jedoch umgangssprachlich kaum verwendet wird. Der Spruch ist als „la avaricia me vicia“ übersetzt, wobei viciar ein mehrdeutiges Verb ist, so dass der Spruch als „Geiz verdirbt mich“ oder „Geiz belastet mich“ verstanden werden kann und als Werbepanne wirkt. Da Saturn jedoch nur mit neun Filialen im Land vertreten ist, fällt die Werbung der Handelskette kaum auf.

### Türkei
In der Türkei nutzte Saturn die sinngetreue Übersetzung „Yaşasın Cimrilik!“ (Hoch lebe der Geiz!) bereits seit seinem Marktauftritt im Jahre 2009 als Werbeslogan. Der Slogan wurde in der TV-Werbung, in den Saturn-Filialen in Istanbul und Izmir, in Prospekten und im Internet als Werbespruch gebraucht.  Zeitweise wurde auch mit dem Slogan „Görevimiz Cimrilik“ (Unsere Mission ist Geiz) und „Cimriliğin Büyük Adresi!“ (Die Hauptadresse des Geizes!) geworben. Gleichwohl Geiz im Islam (die Mehrheit der Türken bekennt sich zum islamischen Glauben) genauso wie im katholischen Christentum als schwere Sünde eingestuft wird, wurde der Werbeauftritt von Saturn in der Türkei weder von religiösen noch von ethischen Verbänden kritisiert. Bedingt durch den im Kemalismus enthaltenen Laizismus herrscht in der Türkei jedoch allgemein eine strikte Trennung zwischen religiösen und öffentlichen Angelegenheiten. Ab 2012 änderte Saturn seinen Werbeslogan in „İşte Bu! Teknoloji“ (Das! ist Technik) um und begründete dies mit dem veränderten Kaufbewusstsein seiner Kunden. Käufer würden vermehrt auf die Qualität der Produkte achten; der Preis sei nicht mehr das wichtigste Kaufkriterium.

## Belege
1. 1 2   "Soo! muss Technik": Elektrofachmarktkette Saturn startet mit neuer Werbekampagne ins Weihnachtsgeschäft (Memento vom 23. Dezember 2012 im Internet Archive), Presseportal vom 4. Dezember 2011
2. ↑  Frank Meßing, Stefan Schulte: Geiz ist im Einzelhandel nicht mehr geil. In: Westdeutsche Allgemeine Zeitung. Funke Mediengruppe, 27. Januar 2012, abgerufen am 24. Mai 2013.
3. ↑  Saturn und Technik – Eine kurze Liebe. designtTagebuch.de, 3. Januar 2008, abgerufen am 31. Juli 2014.
4. ↑  Cornelia Krause: Saturn findet: Schweiz ist geil bei tagesanzeiger.ch
5. ↑  WiM – Wirtschaft in Mittelfranken | IHK Nürnberg für Mittelfranken. Abgerufen am 10. Mai 2025.
6. ↑  „Warum Geiz gottlos ist“; Deutsche HandwerksZeitung 7. IV. 06
7. ↑  geizistgottlos.de (Memento vom 8. Dezember 2015 im Internet Archive)
8. ↑   saturn.es (Memento vom 11. November 2010 im Internet Archive) Werbeseite
9. ↑  Yaşasın cimrilik. In: Hürriyet. 31. Oktober 2009, abgerufen am 7. Mai 2023 (türkisch).
10. ↑  CHIP Online: Saturn Türkiye'ye geldi. 27. Oktober 2009, abgerufen am 7. Mai 2023 (türkisch).
11. ↑  Sakine Eruz: Bir ÇAMÇ İncelemesi: Saturn’ün “Geiz ist geil!” Sloganı | ÇEVİRİBİLİM. 20. März 2011, abgerufen am 7. Mai 2023 (türkisch).
12. ↑  Yaşasın Cimrilik! | Gençlik Haber Sitesi | On5yirmi5.Com. 21. Juni 2019, abgerufen am 7. Mai 2023 (türkisch).
13. ↑  Saturn sloganını değiştirdi. In: halklailiskiler.com. 3. Januar 2012, abgerufen am 7. Mai 2023.